# Red Boiling Springs
Red Boiling Springs is een plaats (city) in de Amerikaanse staat Tennessee, en valt bestuurlijk gezien onder Macon County.

## Demografie
Bij de volkstelling in 2000 werd het aantal inwoners vastgesteld op 1023.
In 2006 is het aantal inwoners door het United States Census Bureau geschat op 1066, een stijging van 43 (4,2%).

## Geografie
Volgens het United States Census Bureau beslaat de plaats een oppervlakte van
3,7 km², geheel bestaande uit land. Red Boiling Springs ligt op ongeveer 286 m boven zeeniveau.

## Plaatsen in de nabije omgeving
De onderstaande figuur toont nabijgelegen plaatsen in een straal van 28 km rond Red Boiling Springs.